# Andrea Mete
Andrea Mete (Roma, 12 luglio 1985) è un doppiatore e direttore del doppiaggio italiano.

## Biografia
Figlio dei doppiatori Marco Mete e Stefanella Marrama e fratello maggiore della doppiatrice Federica, è la voce italiana di attori quali Sam Claflin, Joseph Gordon-Levitt, Chris Pratt, Justin Timberlake. Nel mondo delle serie televisive, ha doppiato, tra gli altri, Marshall Allman in Prison Break, Tom Pelphrey in Iron Fist, Steven Yeun in The Walking Dead, Ryan Kwanten in True Blood, Brady Corbet in 24, Derek Theler in Baby Daddy, Theo James in I fantasmi di Bedlam, Jorge Blanco in Violetta, Sam Claflin in Peaky Blinders e Pedro Pascal in The Mandalorian. Nel campo dell'animazione, Noah in A tutto reality - L'isola, Jinta Yadomi in Ano Hana e Jack Frost nel film Le 5 leggende.
Nel 2007 ha vinto il Gran Premio Internazionale del Doppiaggio come Migliore doppiatore emergente. Attore teatrale, ha recitato ne Gli allegri chirurghi insieme a Pino Insegno e Claudio Insegno, e in Nuts al Teatro Vittoria. È stato lo speaker del canale televisivo Focus dal 2012 al 2018.

## Doppiaggio

### Film
- Sam Claflin in Hunger Games - La ragazza di fuoco, Hunger Games - Il canto della rivolta - Parte 1, Posh, Scrivimi ancora, Hunger Games - Il canto della rivolta - Parte 2, Io prima di te, Resta con me, L'ora più bella, Charlie's Angels, Un amore e mille matrimoni, Enola Holmes, Every Breath You Take - Senza respiro, Book of Love
- Joseph Gordon-Levitt in G.I. Joe - La nascita dei Cobra, Inception, Hesher è stato qui, Il cavaliere oscuro - Il ritorno, Senza freni, Don Jon, Sin City - Una donna per cui uccidere, The Walk, Snowden, Project Power, Il processo ai Chicago 7
- Chris Pratt in Guardiani della Galassia, Jurassic World, Guardiani della Galassia Vol. 2, Avengers: Infinity War, Jurassic World - Il regno distrutto, Avengers: Endgame, La guerra di domani, Jurassic World - Il dominio, Thor: Love and Thunder, Guardiani della Galassia Vol. 3, The Electric State
- Justin Timberlake in Edison City, Alpha Dog, Amici di letto, In Time, Di nuovo in gioco, Runner, Runner, Palmer
- Zac Efron in Ho cercato il tuo nome, The Paperboy, Parkland, Cattivi vicini, Cattivi vicini 2, Ted Bundy - Fascino criminale
- Toby Kebbell in RocknRolla, La furia dei titani, Fantastic 4 - I Fantastici Quattro, Sette minuti dopo la mezzanotte, Kong: Skull Island
- Liam Hemsworth in The Last Song, I mercenari 2, Il potere dei soldi, Empire State, Independence Day - Rigenerazione, Non è romantico?, Land of Bad
- Josh Hartnett in Cavalli selvaggi, L'ultima discesa, Il tenente ottomano, Trappola infernale, Operation Fortune, Oppenheimer, Trap
- Shia LaBeouf in Bobby, Indiana Jones e il regno del teschio di cristallo, Eagle Eye, Lawless
- Ashton Kutcher in Appuntamento con l'amore, Capodanno a New York, Annie - La felicità è contagiosa
- Garrett Hedlund in Tron: Legacy, Pan - Viaggio sull'isola che non c'è, Mudbound, Triple Frontier
- Taylor Kitsch in X-Men le origini - Wolverine, Battleship, Le belve
- Ryan Guzman in Il ragazzo della porta accanto, Jem e le Holograms, Tutti vogliono qualcosa
- Alex Pettyfer in Sono il Numero Quattro, Beastly, Un amore senza fine
- James Norton in Appuntamento al parco, Nowhere Special - Una storia d'amore, JOY - The Birth of IVF
- Jack O'Connell in The Liability, Trial by Fire, 28 anni dopo
- Aaron Himelstein in Austin Powers in Goldmember, Fast Food Nation
- Sebastian Stan in Sopravvissuto - The Martian, Tonya
- Matthias Schoenaerts in A Bigger Splash, La vita nascosta - Hidden Life
- Aaron Taylor-Johnson in Anna Karenina, Godzilla
- Callum Turner in Animali fantastici - I crimini di Grindelwald, Animali fantastici - I segreti di Silente
- Dev Patel in L'ultimo dominatore dell'aria
- Jamie Bell in Kidnapped - Il rapimento, Jumper - Senza confini
- Logan Marshall-Green in Brooklyn's Finest, Fredda è la notte
- Anthony Mackie in Gangster Squad, Detroit
- Zachary Levi in Thor: The Dark World, Thor: Ragnarok
- Scott Eastwood in La risposta è nelle stelle, Suicide Squad, La furia di un uomo - Wrath of Man, Pericoloso
- Joe Alwyn in L'altra metà della storia, Operation Finale
- T. J. Miller in Lei è troppo per me, I fantastici viaggi di Gulliver
- Jamie Dornan in Cinquanta sfumature di grigio, La battaglia di Jadotville
- Tyler Hoechlin in Libera uscita, Palm Springs - Vivi come se non ci fosse un domani
- Raúl Castillo in Quando eravamo fratelli, Night Teeth
- Damon Wayans Jr. in Bastardi in divisa, Kinda Pregnant
- Daveed Diggs in Wonder, I ragazzi della Nickel
- Brandon Sklenar in It Ends With Us - Siamo noi a dire basta, Drop - Accetta o rifiuta
- Henry Golding in The Gentlemen, The Old Guard 2
- Jamie Campbell Bower in Shadowhunters - Città di ossa
- Armie Hammer in Operazione U.N.C.L.E.
- Tom Hiddleston in Solo gli amanti sopravvivono
- Manuel Garcia-Rulfo in I magnifici 7
- Dan Stevens in La bella e la bestia[1]
- Paul Dano in The Batman
- Mike Vogel in Poseidon
- Richard Madden in Cenerentola
- Kit Harington in Pompei
- Kyle Mooney in Zoolander 2
- Glen Powell in Il diritto di contare
- Beau Knapp in The Nice Guys
- John Legend in La La Land
- John Krasinski in Jarhead
- Josh Dallas in Thor
- Y'Lan Noel in La prima notte del giudizio
- Brant Daugherty in Angry Games - La ragazza con l'uccello di fuoco
- Cam Gigandet in Burlesque
- Hunter Parrish in 17 Again - Ritorno al liceo
- J. D. Pardo in The Burning Plain - Il confine della solitudine
- Ferdinand Kingsley in Dracula Untold
- Luke Bracey in Point Break, The November Man
- Reece Thompson in Noi siamo infinito
- Robert MacNaughton in E.T. l'extra-terrestre (ridoppiaggio)
- Tico Wells in I nuovi eroi (ridoppiaggio)
- James Frecheville in Two Mothers
- Konstantin Kryukov in Spiral - Giochi di potere
- Trey Songz in Non aprite quella porta 3D
- LeBron James in Un disastro di ragazza
- Lorenzo Richelmy in Ride
- Matt Bush in Margaret
- Pooch Hall in Qua la zampa!
- Craig Stott in Holding the Man
- Wilson Salazar in Monos - Un gioco da ragazzi
- Corey Hawkings in Georgetown
- Adam Driver in 65 - Fuga dalla Terra
- Billy Magnussen in Spy Kids: Armageddon
- Todd Lasance in True Spirit
- Çağatay Ulusoy in Un vero gentiluomo
- Çağrı Çıtanak in Voglio crederci
- Martin Short in Aquaman e il regno perduto
- Rick Malambri in Step Up 3D
- Lee Jeong-jin in Pietà
- Hiroki Hasegawa in Shin Godzilla
- Yann Bean in The Substance
- Alexander Karim ne Il gladiatore II
- Edi Gathegi in Superman
- Jack Kesy ne Il blindato dell'amore

### Televisione
- Chris Pratt in Guardiani della Galassia Holiday Special
- Damon Wayans Jr. ne La verità sul caso Harry Quebert
- Daveed Diggs in Snowpiercer

### Film d'animazione
- Azur in Azur e Asmar
- Serge e Porcospino in Boog & Elliot - A caccia di amici
- Serge in Boog & Elliot 2, Boog & Elliot 3
- Lancillotto in Shrek terzo
- Ethan in L'era glaciale 4 - Continenti alla deriva
- Jack Frost in Le 5 leggende
- Zabine Chareux in Mobile Suit Gundam F91
- Tarzan in Tarzan
- Bollicino in Angry Birds - Il film
- Buddy in Pets - Vita da animali, Pets 2 - Vita da animali
- Lance in Sing
- Jackson Storm in Cars 3
- Valiente in Ferdinand
- Giant-Man in Ultimate Avengers
- Ganghi in Smallfoot - Il mio amico delle nevi
- Rex Rischianto in The LEGO Movie 2 - Una nuova avventura
- Barley Lightfoot in Onward - Oltre la magia
- Hideki Tama in Evangelion: 3.0+1.0 Thrice Upon a Time
- Jabari Banks in Entergalactic
- Morte ne Il gatto con gli stivali 2 - L'ultimo desiderio
- Dr. McPhee ne Una notte al museo - La vendetta di Kahmunrah

### Serie televisive
- Marshall Allman in Prison Break, Ghost Whisperer - Presenze
- Greg Finley in La vita segreta di una teenager americana, iZombie
- Matt Czuchry in The Good Wife, The Resident
- Theo James in I fantasmi di Bedlam, Sanditon
- John Francis Daley in Bones, Kitchen Confidential
- Josh Hartnett in Penny Dreadful, L'indice della paura
- Ryan Guzman in 9-1-1, 9-1-1: Lone Star
- León Vargas in Violetta
- Andrew Lees in The Originals
- Steven Yeun in The Walking Dead
- Marlon Joubert in Romulus
- Pedro Pascal in The Mandalorian
- Tom Burke in Strike
- Joel Kinnaman in Altered Carbon
- Wes Chatham in The Expanse
- Alan Ritchson in Reacher
- Reilly Dolman in Travelers
- Tom Mison in Sleepy Hollow
- Tom Pelphrey in Iron Fist
- Jake McLaughlin in Quantico
- Jack Farthing in Poldark
- Sam Huntington in Rosewood
- Taylor Kitsch in True Detective
- Chris Wood in Containment
- Robbie Amell in The Tomorrow People
- Colton Haynes in Arrow
- Austin Butler in The Carrie Diaries
- Sebastian Stan in Gossip Girl
- Nathan Owens in Devious Maids - Panni sporchi a Beverly Hills
- Daniel Di Tomasso in Le streghe dell'East End
- Mark Salling in Glee
- Ryan Kwanten in True Blood
- Ethan Peck in 10 cose che odio di te
- Brady Corbet in 24
- Derek Theler in Baby Daddy
- Russell Tovey in Being Human
- Luke Pasqualino in Skins
- Nathan Stewart-Jarrett in Misfits
- Matthias Schloo in Lolle
- Gabriel Bolivar in The Strain
- Tom Cullen in Knightfall
- Adam Driver in Girls
- Christopher Gorham in Insatiable
- Cleo Anthony in She's Gotta Have It
- Alessandro Borghi in Diavoli
- Harold Torres in  ZeroZeroZero
- Berto Colon in Orange Is the New Black
- Sam Adegoke in Dynasty
- Shazad Latif in Star Trek: Discovery
- Ilkka Villi in Bordertown
- Sam Claflin in Peaky Blinders
- Gino Vento in Bosch
- Richard Rankin in Outlander
- Tom Burke in Progetto Lazarus
- Armağan Oğuz in Il Turco
- Jensen Ackles in Big Sky
- Sam Phillips in Bridgerton
- Brian J. White in Criminal Minds
- Cosmo Jarvis in Shōgun
- Abubakar Salim in House of The Dragon

### Soap opera e telenovelas
- Zack Conroy in Beautiful
- Jencarlos Canela in Pasión prohibida
- Tomás de las Heras in Incorreggibili
- Jorge Blanco in Violetta e Tini - La nuova vita di Violetta
- Fernando Dente in Bia

### Cartoni animati
- Noah in A tutto reality - L'isola, A tutto reality - Azione! , A tutto reality - Il tour, A tutto reality presenta: Missione Cosmo Ridicola, A tutto reality: le origini
- Xever Montes / Fishface in Teenage Mutant Ninja Turtles
- Stanford Isaac Rhodes IV in Hot Wheels Battle Force 5
- Marvin in Martin Mystère
- Elicottero in Agente Speciale Oso
- K.O. Joe in Polli Kung Fu
- Capitano del Barcellona e della Spagna in Holly & Benji Forever
- Shonen Bat in Paranoia Agent
- Dr. Sarr in Jurassic World - Teoria del caos
- Jinta Yadomi in Ano Hana
- Jouji 'Joe' Nezu in Prison School
- Reiner Braun in L'attacco dei giganti
- Iairon in One-Punch Man
- Kanon Maldini in Code Geass: Lelouch of the Rebellion
- Solomè in Lazy Town
- Noda in Alice Academy
- Gene in Super 4
- Gomez in World of Winx
- Viren in Il principe dei draghi
- Mark Grayson/Invincible in Invincible
- Todd Ingram in Scott Pilgrim - La serie
- Cross in Secret Level
- Manda in New Panty & Stocking with Garterbelt

### Videogiochi
- Dylan Keith e Bobby Shearer in Inazuma Eleven 3[2] (2010)
- Gremlin Viola in Epic Mickey 2: L'avventura di Topolino e Oswald[3] (2012)
- Luke Cage in Disney Infinity 2.0 (2014)[4]
- Jackson Storm in Cars 3 - In gara per la vittoria[5] (2017)
- Owen Grady in Jurassic World Evolution[6] (2018) e in Jurassic World Evolution 2[7] (2021)